# Marion Dönhoff
Marion Hedda Ilse Gräfin Dönhoff (født 2. december 1909, død 11. marts 2002) var en tysk journalist, forfatter og samfundsdebattør. Hun var i mere end 55 år tilknyttet den tyske politiske ugeavis Die Zeit bl.a. som chefredaktør og udgiver. Hun var perifert involveret i 20. juli-kupforsøget mod Hitler og skrev bøger bl.a. om sine venner, som blev henrettet i forbindelse med kupforsøget, om politiske forhold i Tyskland og internationalt og om sin hjemstavn, Østpreussen.

## Barndom og ungdom
Marion Dönhoff blev født på slottet Friedrichsstein ved Königsberg i en gammel østpreussisk adelsfamilie. Faderen, grev August Karl von Dönhoff var diplomat og medlem af den preussiske herredag og den tyske rigsdag. Moderen, Maria von Lepel, var hofdame hos kejserinde Augusta. Efter studentereksamen i 1929 og ophold i USA og Afrika studerede Marion Dönhoff nationaløkonomi ved universiteterne i Königsberg og i Frankfurt am Main. Efter den nazistiske magtovertagelse i 1933 flyttede hun til Basel i Schweiz, hvor hun studerede erhvervsøkonomi og tog doktorgraden på en afhandling om storgodsdrift. I sin studietid fik hun tilnavnet "den røde grevinde" på grund af sine venstreorienterede anskuelser. I 1938 vendte hun tilbage til Østpreussen for at overtage driften af godset Quittainen.

## Modstand og flugt
Marion Dönhoff var perifert involveret i forberedelserne til attentatet mod Hitler og det efterfølgende kupforsøg den 20. juli 1944, idet hun fungerede som kurér for en gruppe af de sammensvorne, den såkaldte Kreisauer Kreis, som hendes fætter, Heinrich von Lehndorff og flere af hendes venner tilhørte. Efter kupforsøget blev hun afhørt af Gestapo, men da hendes navn ikke fandtes på nogen liste, slap hun for yderligere tiltale. Da Den røde Hær i begyndelsen af 1945 nærmede sig Østpreussen, flygtede Marion Dönhoff på hesteryg vestpå og nåede efter syv ugers ridt til en bekendts gods i Westfalen. Flugten har hun beskrevet i sin kendteste bog Namen die keiner mehr nennt (Navne som ingen længere nævner) fra 1961.

## Efter krigen
Kort efter at ugeavisen Die Zeit var blevet grundlagt i 1946, blev Marion Dönhoff knyttet til bladet som journalist. Hun var derefter tilknyttet bladet i godt 55 år som journalist, resortredaktør, chefredaktør og endelig som udgiver fra 1972 til sin død i 2002. I 1955 forlod hun Die Zeit, da hun mente, at bladet havde et for tæt samarbejde med nogle af Det tredje Riges koryfæer, heriblandt juristen Carl Schmitt. Da den daværende chefredaktør kort efter blev afskediget, vendte Marion Dönhoff tilbage. I 1983 fik hun knyttet sin nære ven, den tidligere forbundskansler Helmut Schmidt, til avisen som medudgiver. Marion Dönhoff fik en afgørende indflydelse på Die Zeits udvikling til én af Tysklands førende meningsdannende aviser og blev selv en anset samfundsdebattør i efterkrigstidens Tyskland. Blandt mange andre udmærkelser modtog hun i 1971 den tyske boghandlerforenings fredspris. I 1979 ønskede Willy Brandt at Marion Dönhoff skulle være socialdemokratiets kandidat til præsidentembedet, men hun afslog.

## Meninger
Én af hendes første opgaver som journalist for Die Zeit blev at dække den store krigsforbryderproces i Nürnberg.Hun gav efterfølgende udtryk for den opfattelse, at processen ikke burde have været gennemført som et udslag af "sejrherrejustits", men skulle have været ført ved en tysk domstol under inddragelse af de forbrydelser, som den nazistiske ledelse havde udøvet mod sit eget folk.
Til trods for det smertelige tab af sin hjemstavn gik Marion Dönhoff tidligt ind for en forsoning mellem de tidligere krigsførende parter. Hun deltog i 1955 i forbundskansler Konrad Adenauers besøg i Moskva og var meget skuffet over det magre resultat, som besøget medførte. Hun støttede kraftigt forbundskansler Willy Brandts aktive og forsonlige østpolitik, og accepterede, at de tidligere tyske områder mod øst - inklusive hendes hjemstavn - endegyldigt var tabt for Tyskland. 
Andre af hendes mærkesager var kampen mod den sydafrikanske apartheid samt kampen for en civiliseret kapitalisme.